# Limonov: The Ballad
Limonov: The Ballad (auch Limonov: The Ballad of Eddie oder kurz Limonov) ist ein Filmdrama von Kirill Serebrennikow. In der Filmbiografie spielt Ben Whishaw den russischen Schriftsteller und Politiker Eduard Limonow. Die Premiere des Films erfolgte im Mai 2024 bei den Internationalen Filmfestspielen in Cannes. Anfang September 2024 kam er in die französischen, Anfang Dezember 2024 in die spanischen und im Februar 2025 in die italienischen Kinos.

## Handlung
Der Schriftsteller Eduard Limonow hat eine Affäre mit seiner Kollegin Anna, die er jedoch abrupt beendet, als er die schöne Elena kennenlernt. Als Paar ziehen sie nach New York City. Dort nennt er sich „Eddie“, erhält jedoch nicht die Anerkennung für sein Werk, die er seiner Meinung nach verdient. Während Elenas Modelkarriere Fahrt aufnimmt verbringt Eddie seine Tage damit, durch die Straßen von New York zu schlendern und sich mit Flugblattschreibern zu prügeln.

## Literarische Vorlage und Biografisches
Der Film basiert auf der Romanbiografie Limonow des Franzosen Emmanuel Carrère über den russischen Schriftsteller und Politiker Eduard Limonow, die 2011 mit dem Prix de la Langue Francaise und dem Prix Renaudot ausgezeichnet wurde. Darin erzählt Carrère von Limonows Jugend als Kleinkrimineller, später als gefeierter Underground-Dichter in Charkow und Moskau, der auch als partyfeiernder, bisexueller Dandy-Autor in New York und Paris lebte. Limonow starb im März 2020 in Moskau an einer Krebserkrankung.

## Produktion

### Filmstab und Besetzung
Regie führte Kirill Serebrennikow. Das auf Carrères Romanbiografie basierende Drehbuch schrieb der russische Regisseur gemeinsam mit dem Polen Paweł Pawlikowski und dem Briten Ben Hopkins.
Der Brite Ben Whishaw spielt in der Titelrolle Eduard Limonow. In weiteren Rollen sind die in Russland geborene Schauspielerin Masha Mashkova in der Rolle von Eddies Freundin Anna, Viktoria Miroshnichenko als seine Geliebte Elena und die Französin Sandrine Bonnaire zu sehen. Der deutsche Schauspieler und Tänzer Alexander Prince Osei spielt Chris, einen schwarzen Obdachlosen mit dem Eddie in New York Sex hat. Der US-Amerikaner Tomas Arana spielt einen Millionär namens Stephen.

### Filmmusik und Veröffentlichung
Die Filmmusik komponierte der italienische Fusion- und Improvisationsmusiker Massimo Pupillo. Das Soundtrack-Album mit insgesamt acht Musikstücken wurde Anfang September 2024 von Octopus Records als Download veröffentlicht.
Die Premiere des Films erfolgte am 19. Mai 2024 bei den Internationalen Filmfestspielen in Cannes, wo er im Wettbewerb um die Goldene Palme konkurrierte. Am 5. September 2024 kam er in die französischen, am 4. Dezember 2024 in die spanischen und am 21. Februar 2025 in die italienischen Kinos. Die US-Premiere ist Anfang Juni 2025 beim Lighthouse International Film Festival geplant.

## Rezeption

### Kritiken
Von den bei Rotten Tomatoes aufgeführten Kritiken sind rund zwei Drittel positiv.

### Auszeichnungen
David di Donatello 2025
- Nominierung für die Besten visuellen Effekte[10]

Internationale Filmfestspiele von Cannes 2024
- Nominierung für die Goldene Palme